# 溴化锌
溴化锌（化学式：ZnBr2）是二价锌的溴化物。

## 性质
无色或白色晶体。易吸水。易溶于水，溶于乙醇、乙醚、丙酮、四氢呋喃和氨水，微溶于液氨。水溶液显酸性，6 mol/L 溶液的 pH 为0.3。溴化锌的性质与氯化锌相似，而且熔体比固体具有更高的电导性。
溴化锌有两种晶形。一种是六方晶系，它具有可置换的菱形晶胞，锌在该结构中位于立方密集堆积溴原子层间的各八面体空穴中。另一种是四方晶系，它可以从75℃的水溶液中沉淀出来，锌在此结构中为四配位。目前已分离出二水和三水合物，熔点分别为37℃和−5℃。高于40℃时，无水盐与溶液呈平衡状态。
对电子衍射光谱和红外光谱研究表明，溴化锌在气相中为线性分子，Zn-Br 键长 221 pm。
二水合物的实际结构为 [Zn(H2O)6][Zn2Br6]，阴离子 Zn2Br62− 具有类似于溴化铝二聚体的结构，含有两个溴作桥连原子。
在氢气中加热可以被还原为锌。与热的碱金属剧烈反应。红热时氧可以使它转变为溴氧化物。氟使它转变成氟化锌。

## 制取
1、锌和溴在550°C反应生成纯的溴化锌：
{\displaystyle {\rm {\ Zn+Br_{2}\rightarrow ZnBr_{2}}}}
2、过量的锌加入氢溴酸和溴溶液中，然后过滤，蒸发至干，最后在溴化氢和氮气气流中升华提纯。这种方法比第一种方法更为简便。
{\displaystyle {\rm {\ Zn+2HBr\rightarrow ZnBr_{2}+H_{2}\uparrow }}}
3、由硫酸锌和溴化钡水溶液发生复分解反应制得：
{\displaystyle {\rm {\ ZnSO_{4}+BaBr_{2}\rightarrow BaSO_{4}\downarrow +ZnBr_{2}}}}

## 用途
有机合成中用作路易斯酸。例如從人工合成薄荷醇的反應當中，溴化鋅作爲路易斯酸地催化香茅醛發生羰基ene反應生成異蒲勒醇。
用于照相、医药、放射物防护以及制造人造纤维等。